# Silvio Leonard
Silvio Leonard Sarría, även känd som Silvio Leonard Tartabull, född 20 september 1955 i Cienfuegos, är en kubansk före detta friidrottare som tävlade i kortdistanslöpning. Han blev den andre sprintern någonsin att springa 100 meter på under 10 sekunder med elektronisk tidtagning när han sprang på 9,98 i Guadalajara den 11 augusti 1977. Först var amerikanen Jim Hines när denne vann OS 1968. Leonards bästa resultat på 200 meter kom 1978 då han sprang på 20,06 i Warszawa.
Silvio Leonard vann flera internationella mästerskap på såväl 100 meter som 200 meter, med en silvermedalj på 100 meter vid OS i Moskva 1980 som höjdpunkt. Vid samma tävling kom han på fjärde plats i finalen på 200 meter.

## Personliga rekord
| Gren  | Resultat | Datum           | Plats       | Kommentar                                    |
| ----- | -------- | --------------- | ----------- | -------------------------------------------- |
| 100 m | 9,98     | 11 augusti 1977 | Guadalajara | Ännu gällande kubanskt rekord (oktober 2009) |
| 200 m | 20,06    | 19 juni 1978    | Warszawa    | Ännu gällande kubanskt rekord (oktober 2009) |